# Ophichthus remiger
Ophichthus remiger е вид змиорка от семейство Ophichthidae. Видът не е застрашен от изчезване.

## Разпространение
Разпространен е в Еквадор, Колумбия, Коста Рика, Никарагуа, Панама, Перу и Чили.